# Sugtömning

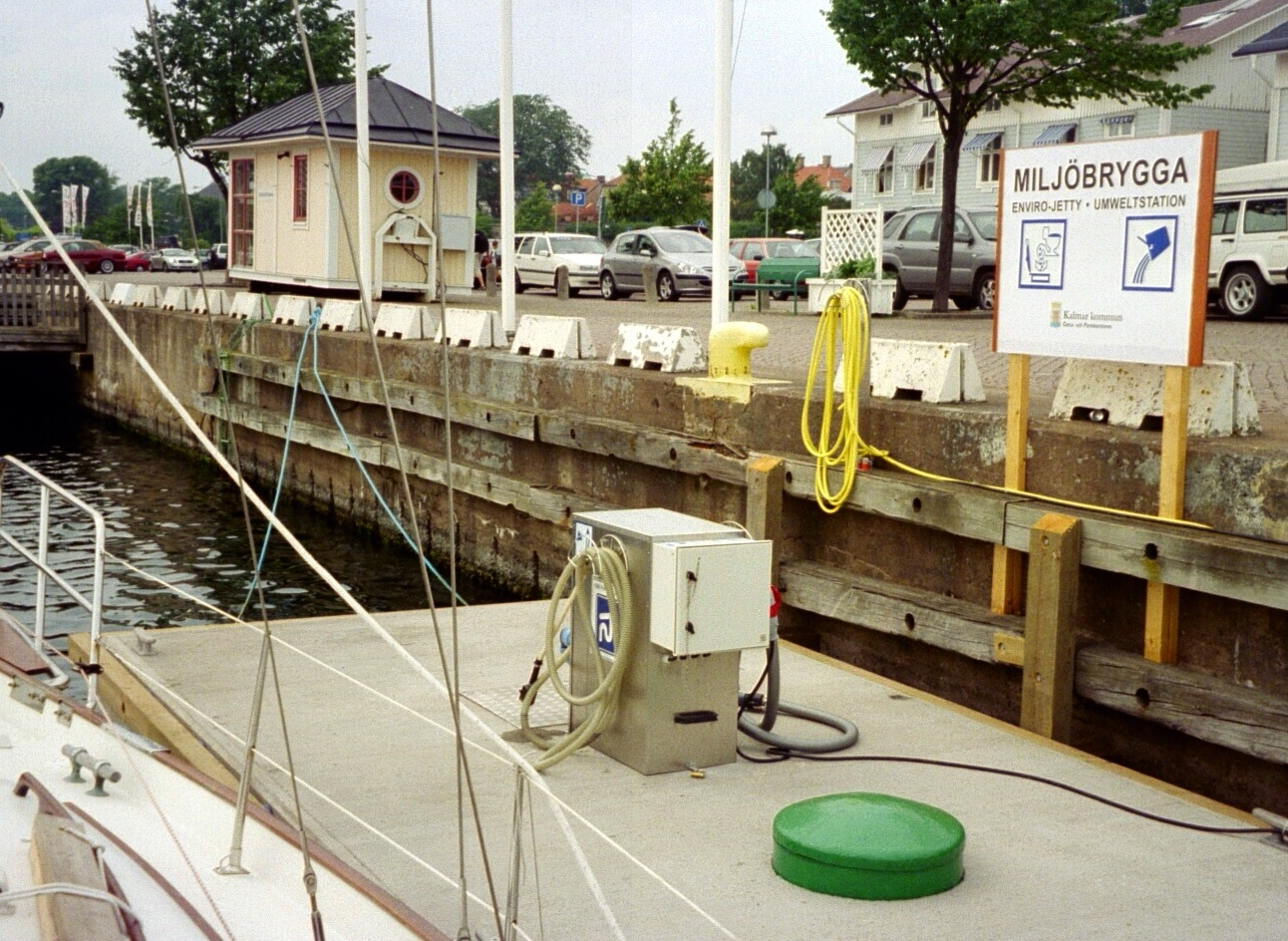
En "Sugtömningsstation" för fritidsbåtar i Kalmar

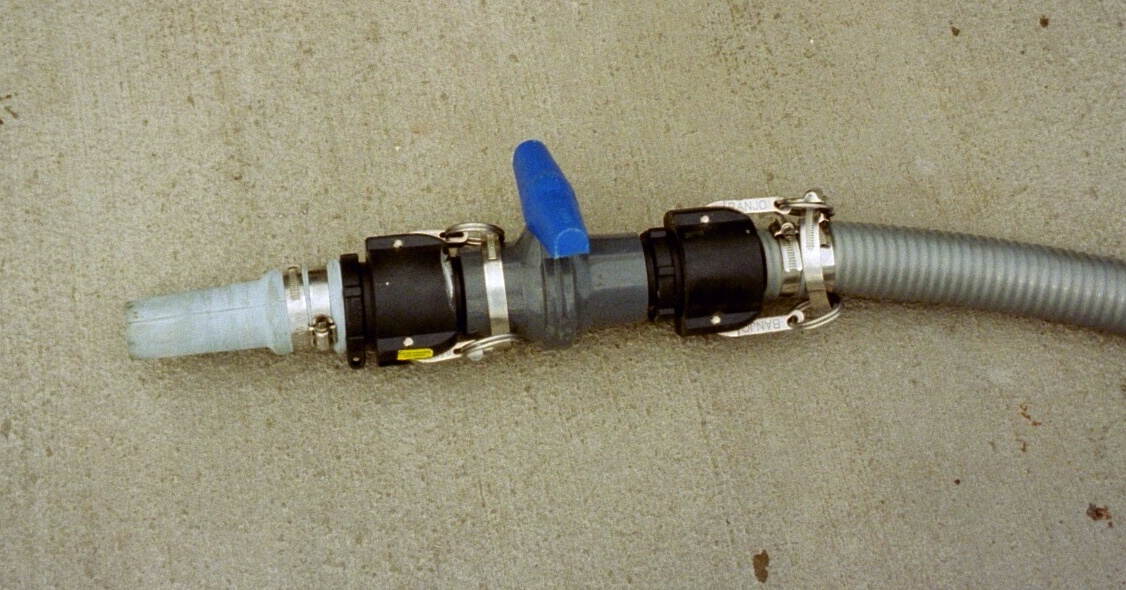
Koniskt sugmunstycke och avstängningsventil

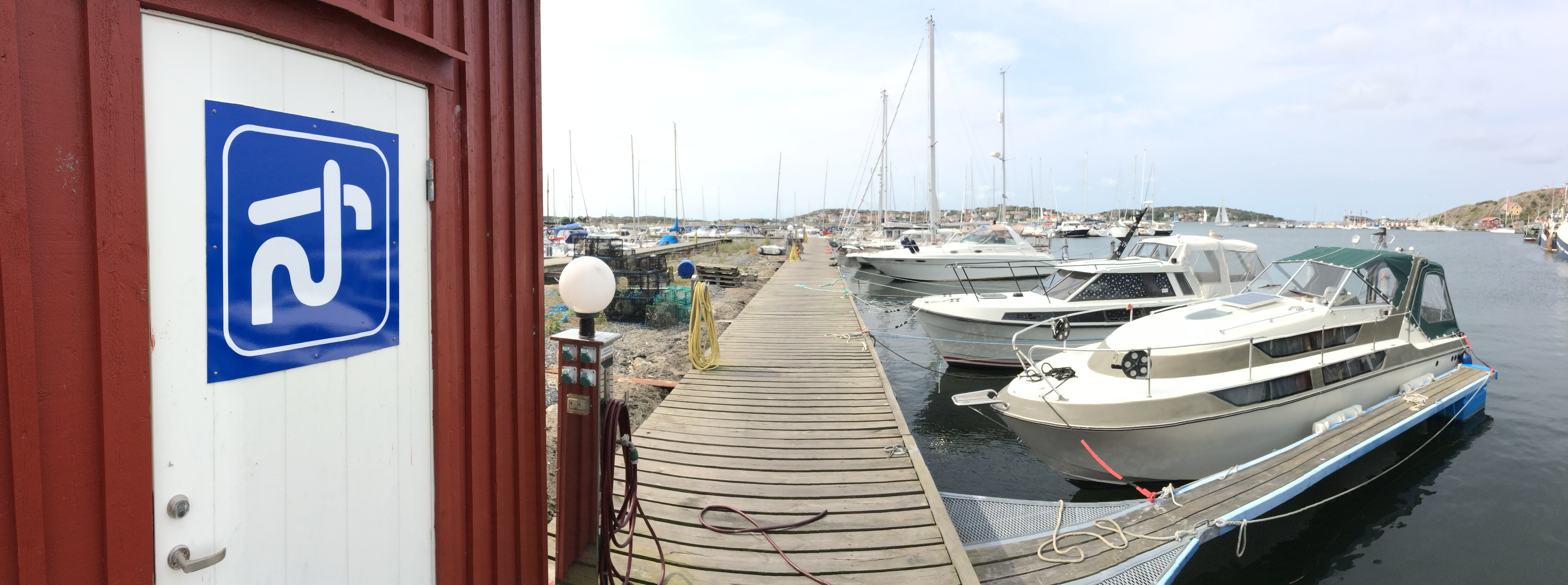
Sugtömningsbyggnad på Bohus-Björkö

Med Sugtömning menas ett system för tömning av svartvatten dvs toalettavfall genom undertryck. Det används bland annat för att tömma septiktankar på fritidsbåtar och mindre yrkesfartyg.
Enligt Helsingforskonventionen skall östersjöstaterna genom nationella regler föreskriva hur toalettavfall från fartyg skall tas om hand. I Sverige har Sjöfartsverket utgivit en föreskrift SJÖFS 2001:13 om detta. 
För sugtömning behövs ingen pump ombord på båten, endast en slang från septiktankens underkant upp till en anslutning på däck. Eftersom systemet arbetar med undertryck minskas risken för att toalettavfallet kommer ut i omgivningen vid tex ett slangbrott.
För att tömningen inte skall vara beroende av någon särskild typ av anslutningskoppling eller gängsystem, är landstationens aggregat försett med ett koniskt gummimunstycke på sugslangen. När däcksanslutningens täcklock öppnats, stoppas gummimunstycket bara ned i hålet, där det sugs fast och tätar genom undertrycket.

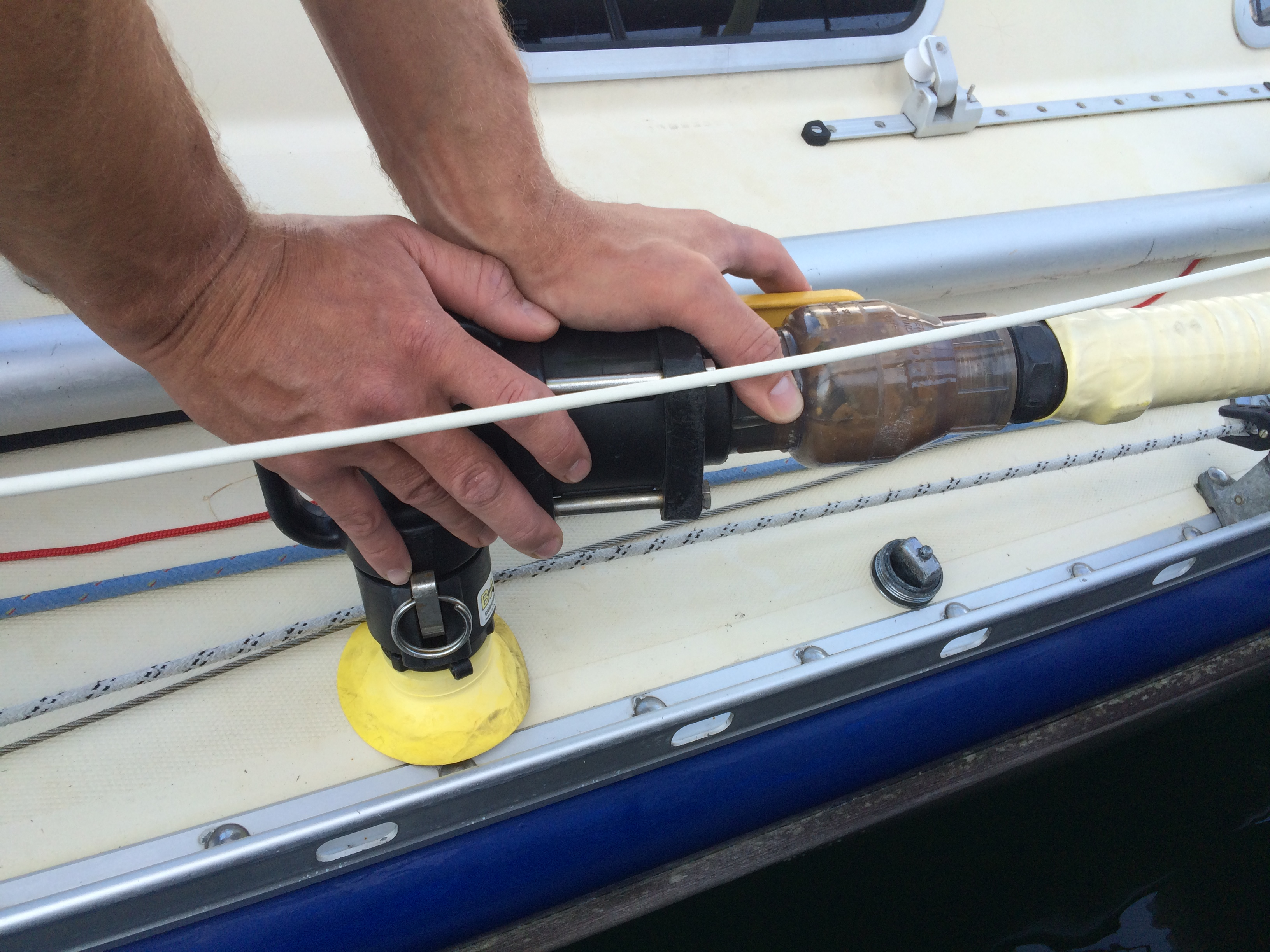
Sugtömning av segelbåt

Tömningen går snabbt. En septiktank på 40 liter töms på ett tiotal sekunder. Anslutning med diameter 38 mm är vanligt.
Vid installation av sugtömningsanordning i båt måste man tillse att befintlig avluftningsslang mm räcker som tilluftsslang så att man inte snabbt suger ihop sin tank och den blir missformad. Diameter 25 mm brukar rekommenderas. Om tilluftsflödet inte är tillräckligt så kanske det ändå fungerar genom att toaletten sugtöms ner i tanken, om ingen ventil där hindrar.
I Finland och Sverige finns vid vissa båthamnar sugtömningsaggregat som drivs med handpump.